# 중동알프스산맥

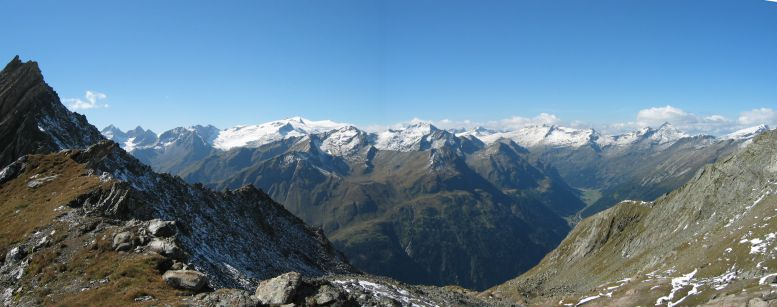
중동알프스산맥

중동알프스산맥은 알프스산맥을 형성하는 산맥 가운데 하나로 동알프스산맥을 형성하는 산맥 가운데 하나이다. 오스트리아, 리히텐슈타인, 스위스, 이탈리아, 슬로베니아에 걸쳐 있다.
산맥에서 가장 높은 봉우리는 스위스에 위치한 피츠베르니나산(Piz Bernina)으로 높이는 4,049m이다. 산맥의 지형은 편마암, 점판암 지형을 띤다.